# 더 서드 버스데이
더 서드 버스데이(일본어: ザ・サード バースデイ, 영어: The 3rd Birthday)는 헥사드라이브(HexaDrive)가 개발하고 스퀘어 에닉스가 플레이스테이션 포터블용으로 출시한 롤플레잉 슈팅 게임이다. 2010년 일본에서, 2011년 북미와 유럽에서 출시되었다. 이 게임은 일본 소설을 원작으로 한 패러사이트 이브(Parasite Eve) 비디오 게임 시리즈의 세 번째 작품이자 스핀오프 작품으로, 과거 게임부터 사건과의 연결이 느슨하다. 이 게임은 롤플레잉 메커니즘을 갖춘 3인칭 슈팅 기반 전투 시스템을 특징으로 한다. 핵심 메커니즘은 오버다이브 능력으로, 이를 통해 플레이어는 사전에 배치된 인간 아군을 소유하고 적에게 피해를 입힐 수 있다.
이 게임은 트위스티드라고 알려진 생물이 맨해튼 지하에서 나타나 도시를 멸망시킨 지 1년 후인 2013년에 진행된다. 트위스티드에 맞서 싸우기 위해 CTI(Counter Twisted Investigation)라는 조사팀이 구성된다. 그 중에는 게임이 시작되기 2년 전에 의식을 잃고 기억상실증을 앓고 있는 것으로 밝혀진 시리즈 주인공 아야 브레아(Aya Brea)도 있다. 오버다이브 능력을 사용하여 Aya는 트위스티드와의 전투 결과를 바꾸기 위해 과거로 여행한다. 동시에 아야는 트위스티드의 근원을 알아내고 기억을 되찾기 위해 노력한다.

## 평가
| 평가 |        |
| --- | ------ |
| 통합 점수 통합사 점수 메타크리틱 71/100 [ 1 ] 평론 점수 평론사 점수 1UP.com B− [ 2 ] 유로게이머 6/10 [ 3 ] 패미츠 36/40 [ 4 ] 게임 인포머 6.7/10 [ 5 ] 게임스팟 6/10 [ 6 ] IGN 8.5/10 [ 7 ] VideoGamer.com 8/10 [ 8 ] |        |
| 통합 점수 |        |
| 통합사 | 점수   |
| 메타크리틱 | 71/100 |
| 평론 점수 |        |
| 평론사 | 점수   |
| 1UP.com | B−     |
| 유로게이머 | 6/10   |
| 패미츠 | 36/40  |
| 게임 인포머 | 6.7/10 |
| 게임스팟 | 6/10   |
| IGN | 8.5/10 |
| VideoGamer.com | 8/10   |